# Mistrzostwa ASEAN w piłce nożnej
Mistrzostwa ASEAN (ang. ASEAN Football Championship) – turniej piłkarski w Azji Południowo-Wschodniej organizowany przez AFF. Drużyny biorące udział w turnieju to Brunei, Filipiny, Indonezja, Kambodża, Laos, Malezja, Mjanma, Singapur, Tajlandia, Timor Wschodni i Wietnam. Turniej zazwyczaj ma miejsce co 2 lata. Najpierw w eliminacjach wyłania się 8 najlepszych drużyn, które w turnieju finałowym walczą o tytuł mistrza.
Turniej został zorganizowany w 1996 roku jako Puchar Tygrysa (ang. Tiger Cup) po tym jak w Singapurze założono Asia Pacific Breweries, producent Tiger Beer, który sponsorował turniej aż do 2004 roku. W wyniku wypowiedzenia umowy sponsorskiej turniej otrzymał nazwę Mistrzostwa ASEAN w piłce nożnej (ang. ASEAN Football Championship) w 2007 roku. W 2008 roku japońska firma samochodowa Suzuki kupiła prawa do nazwy turnieju i nazwa została zmieniona na AFF Suzuki Cup, natomiast w 2022 roku sponsorem turnieju została firma Mitsubishi Electric, przez co nazwę zmieniono na AFF Mitsubishi Electric Cup.

## Finały
| Rok            | Gospodarz          |           | Finał                  | Finał      | Finał      |                        | Mecz o 3. miejsce | Mecz o 3. miejsce | Mecz o 3. miejsce |
| Rok            | Gospodarz          | Zwycięzca | Wynik                  | 2. miejsce | 3. miejsce | Wynik                  | 4. miejsce        |                   |                   |
| 1996 Szczegóły | Singapur           | Tajlandia | 1:0                    | Malezja    | Wietnam    | 3:2                    | Indonezja         |                   |                   |
| 1998 Szczegóły | Wietnam            | Singapur  | 1:0                    | Wietnam    | Indonezja  | 3:3 po dogr. karne 5:4 | Tajlandia         |                   |                   |
| 2000 Szczegóły | Tajlandia          | Tajlandia | 4:1                    | Indonezja  | Malezja    | 3:0                    | Wietnam           |                   |                   |
| 2002 Szczegóły | Indonezja Singapur | Tajlandia | 2:2 po dogr. karne 4:2 | Indonezja  | Wietnam    | 2:1                    | Malezja           |                   |                   |
| 2004 Szczegóły | Malezja Wietnam    | Singapur  | 3:1* 2:1               | Indonezja  | Malezja    | 2:1                    | Mjanma            |                   |                   |

Od edycji 2007 nie było żadnego oficjalnego meczu o 3. miejsce. Stąd nie zostały nagrodzone drużyny, które zajęły miejsce trzecie lub czwarte. Półfinaliści są wymienieni w kolejności alfabetycznej.
| Rok            | Gospodarz           |           | Finał     | Finał      | Finał        |       | Półfinał     | Półfinał | Półfinał |
| Rok            | Gospodarz           | Zwycięzca | Wynik     | 2. miejsce | Półfinalista | Wynik | Półfinalista |          |          |
| 2007 Szczegóły | Singapur Tajlandia  | Singapur  | *2:1 1:1* | Tajlandia  | Malezja      | –     | Wietnam      |          |          |
| 2008 Szczegóły | Indonezja Tajlandia | Wietnam   | 2:1* 1:1  | Tajlandia  | Indonezja    | –     | Singapur     |          |          |
| 2010 Szczegóły | Indonezja Wietnam   | Malezja   | *3:0 1:2* | Indonezja  | Filipiny     | –     | Wietnam      |          |          |
| 2012 Szczegóły | Malezja Tajlandia   | Singapur  | *3:1 0:1* | Tajlandia  | Filipiny     | –     | Malezja      |          |          |
| 2014 Szczegóły | Singapur Wietnam    | Tajlandia | *2:0 2:3* | Malezja    | Filipiny     | –     | Wietnam      |          |          |
| 2016 Szczegóły | Mjanma Filipiny     | Tajlandia | *1:2 2:0* | Indonezja  | Mjanma       | –     | Wietnam      |          |          |

1. 1 2 3 4 5 6  Meczu o 3. miejsce nie rozgrywano.

Od edycji 2018 został zastosowany inny format.
| Rok            |           | Finał     | Finał      | Finał        |       | Półfinał     | Półfinał | Półfinał |
| Rok            | Zwycięzca | Wynik     | 2. miejsce | Półfinalista | Wynik | Półfinalista |          |          |
| 2018 Szczegóły | Wietnam   | *2:2 1:0* | Malezja    | Filipiny     | –     | Tajlandia    |          |          |
| 2021 Szczegóły |           | Tajlandia | *2:2 4:0*  | Indonezja    |       | Singapur     | –        | Wietnam  |
| 2022 Szczegóły |           | Tajlandia | 2:2* *1:0  | Wietnam      |       | Indonezja    | –        | Malezja  |
| 2024 Szczegóły |           | Wietnam   | *2:1 *3:2  | Tajlandia    |       | Singapur     | –        | Filipiny |

1. 1 2 3 4  Meczu o 3. miejsce nie rozgrywano.

## Statystyki
| Lp. | Drużyna   | Mistrz | Wicemistrz | Lata triumfów                            |
| --- | --------- | ------ | ---------- | ---------------------------------------- |
| 1.  | Tajlandia | 7      | 4          | 1996, 2000, 2002, 2014, 2016, 2021, 2022 |
| 2.  | Singapur  | 4      | 0          | 1998, 2004, 2007, 2012                   |
| 3.  | Wietnam   | 3      | 2          | 2008, 2018, 2024                         |
| 4.  | Malezja   | 1      | 3          | 2010                                     |
| 5.  | Indonezja | 0      | 6          |                                          |